# Benzopirano
Il benzopirano o cromene è un composto organico eterociclico, strutturalmente formato da un anello benzenico e uno di pirano condensati. Esistono due isomeri del benzopirano in funzione dell'orientamento della condensazione dei due anelli rispetto all'ossigeno, l'1-benzopirano (cromene) e il 2-benzopirano (isocromene), dove il numero indica la posizione dell'atomo di ossigeno.
Alcuni benzopirani hanno mostrato attività anticancro in vitro.
La forma radicale del benzopirano è paramagnetica. L'elettrone spaiato è delocalizzato sull'intera molecola di benzopirano, rendendolo meno reattivo di quanto ci si aspetterebbe altrimenti, come accade nel radicale ciclopentadienile. Comunemente, il benzopirano si incontra nello stato ridotto, in cui è parzialmente saturato con un atomo di idrogeno, introducendo un gruppo CH2 tetraedrico nell'anello piranico. Pertanto, ci sono molti isomeri strutturali a causa delle molteplici posizioni possibili dell'atomo di ossigeno e dell'atomo di carbonio tetraedrico.